# Malownycze (obwód mikołajowski)
Malownycze (ukr. Мальовниче) – wieś na Ukrainie, w obwodzie mikołajowskim, w rejonie wozniesieńskim, w hromadzie Jełaneć. W 2001 liczyła 121 mieszkańców, spośród których 112 wskazało jako ojczysty język ukraiński, a 9 rosyjski.
Do 2024 roku miejscowość nosiła nazwę Pryjut (ukr. Приют).